# Арбітри чемпіонату Європи з футболу 2012
Для обслуговування матчів чемпіонату Європи з футболу 2012 було запрошено 80 арбітрів, в тому числі:
- 12 головних арбітрів;
- 36 помічників арбітрів;
- 24 додаткових помічників арбітрів;
- 4 резервних арбітри;
- 4 резервних помічників арбітрів.

12 головних і 4 резервних арбітрів було оголошено 20 грудня 2011, а повні склади суддівських бригад — 27 березня 2012.
Завдяки рішенням Міжнародної ради футбольних асоціацій (IFAB) уперше в історії чемпіонатів Європи в арбітрів будуть додаткові помічники, оскільки вирішено продовжити експеримент Ліги чемпіонів УЄФА і Ліги Європи УЄФА з використанням двох асистентів арбітра за воротами.

## Арбітри
| Країна     | Головний арбітр          | Помічнники арбітра                                                                   | Додаткові помічнники арбітра               |
| ---------- | ------------------------ | ------------------------------------------------------------------------------------ | ------------------------------------------ |
| Англія     | Говард Вебб              | Майкл Малларкі Пітер Кіркап Стівен Чайлд (резервний)                                 | Мартін Аткінсон Марк Клаттенбург           |
| Іспанія    | Карлос Веласко Карбальйо | Роберто Алонсо Фернандез Хуан Карлос Юсте Хіменес Хесус Кальво Гуадамуро (резервний) | Давід Фернандес Борбалан Карлос Клос Гомес |
| Італія     | Нікола Ріццолі           | Ренато Фаверані Андреа Стефані Лука Маджані (резервний)                              | Джанлука Роккі Паоло Тальявенто            |
| Нідерланди | Бйорн Кейперс            | Сандер ван Рукел Ервін Зейнстра Норбетус Сімонс (резервний)                          | Пол ван Бекель Річард Лісвельд             |
| Німеччина  | Вольфганг Штарк          | Ян-Гендрік Зальвер Майк Пікель Марк Борш (резервний)                                 | Флоріан Маєр Деніз Айтекін                 |
| Португалія | Педру Проенса            | Бертіну Кунья Міранда Рікарду Сантуш Жозе Тьягу Гарсіаш Боліньяш Трігу (резервний)   | Жорж Соуза Дуарте Гомеш                    |
| Словенія   | Дамир Скомина            | Примоз Анхар Марко Станчин Матей Жуніч (резервний)                                   | Матей Юг Славко Винчич                     |
| Туреччина  | Джюнейт Чакир            | Бахаттін Дуран Тарік Енгюн Мустафа Емре Ейсой (резервний)                            | Хусейн Гечек Бюлент Їлдирим                |
| Угорщина   | Віктор Кашшаї            | Габор Ерош Дйордь Рінг Роберт Кішпал (резервний)                                     | Іштван Вод Томаш Богнар                    |
| Франція    | Стефан Ланнуа            | Ерік Дансоль Фредерік Кано Мішель Анноньє (резервний)                                | Фреді Футрель Рудді Буке                   |
| Швеція     | Йонас Ерікссон           | Стефан Віттберг Матіас Класеніус Фредрік Нільссон (резервний)                        | Маркус Стрьомбергссон Стефан Йоганнессон   |
| Шотландія  | Крейґ Томсон             | Аласдаїр Росс Дерек Роуз Грем Чемберс (резервний)                                    | Вільям Коллам Юан Норріс                   |

## Резервні арбітри
| Країна   | Резервний арбітр  |
| -------- | ----------------- |
| Норвегія | Том-Гаральд Гаген |
| Польща   | Марцін Борський   |
| Україна  | Віктор Швецов     |
| Чехія    | Павел Краловець   |

## Резервні помічники арбітрів
| Країна     | Резервні помічники арбітрів |
| ---------- | --------------------------- |
| Ірландія   | Дам'єн Мак-Грат             |
| Польща     | Марцін Борковський          |
| Словаччина | Роман Слиско                |
| Україна    | Олександр Войтюк            |